# Камас (Ирландия)

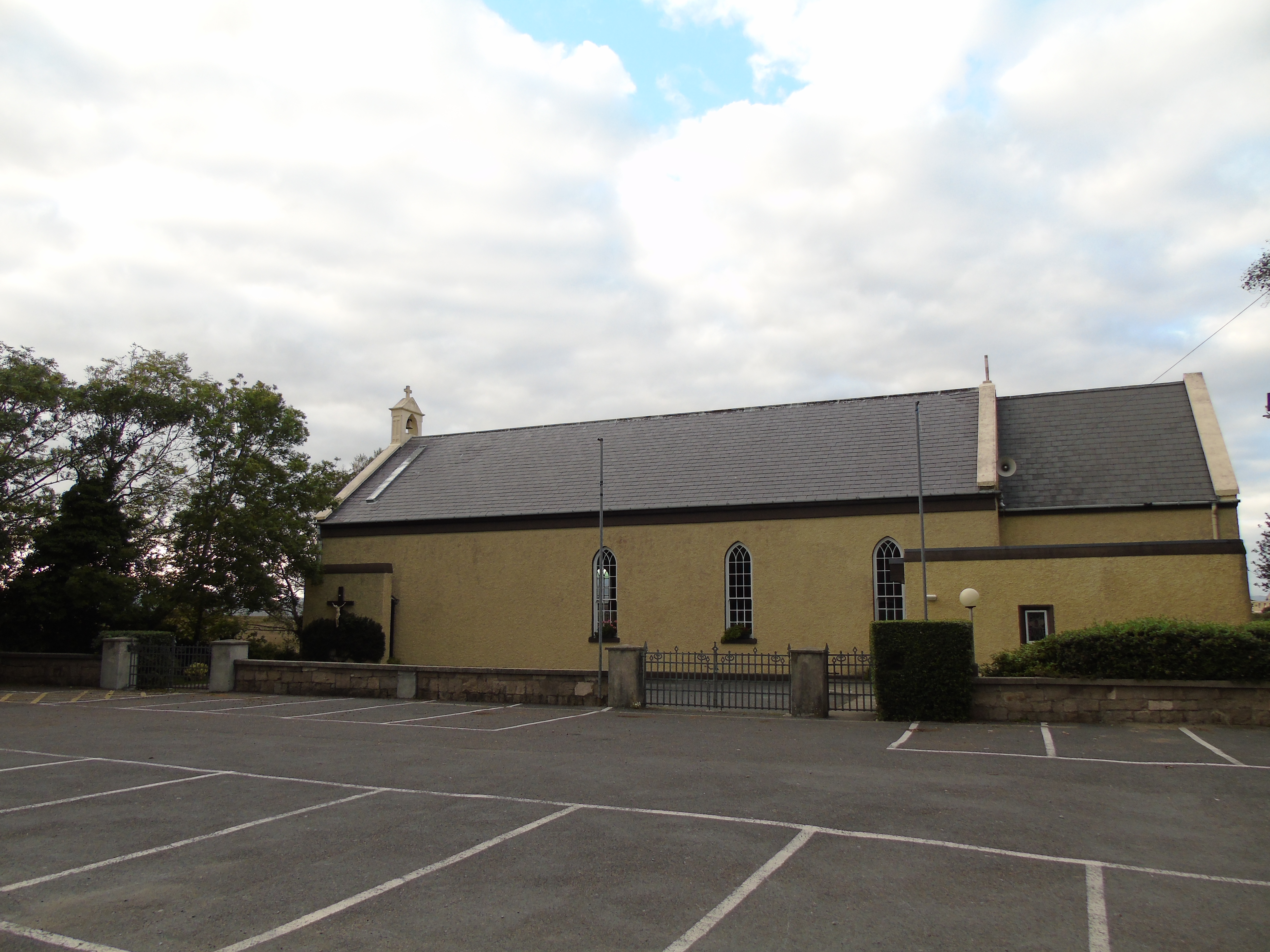
церковь, 1897 г.

Камас (англ. Camus; ирл. Camus) — деревня в Ирландии, находится в графстве Голуэй (провинция Коннахт).
Население — 388 человек (по переписи 2002 года).